# Сорболо
Сорболо (итал. Sorbolo) је насеље у Италији у округу Парма, региону Емилија-Ромања.
Према процени из 2011. у насељу је живело 7137 становника. Насеље се налази на надморској висини од 35 м.

## Становништво
Према резултатима пописа становништва 2011. у општини је живело 9.602 становника.
| 1931. | 1936. | 1951. | 1961. | 1971. | 1981. | 1991. | 2001. | 2011. |
| ----- | ----- | ----- | ----- | ----- | ----- | ----- | ----- | ----- |
| 5.516 | 5.472 | 5.872 | 5.922 | 6.576 | 6.959 | 7.488 | 8.656 | 9.602 |

## Партнерски градови
- Viriat